# Philippe Honoré (Cartoonist)

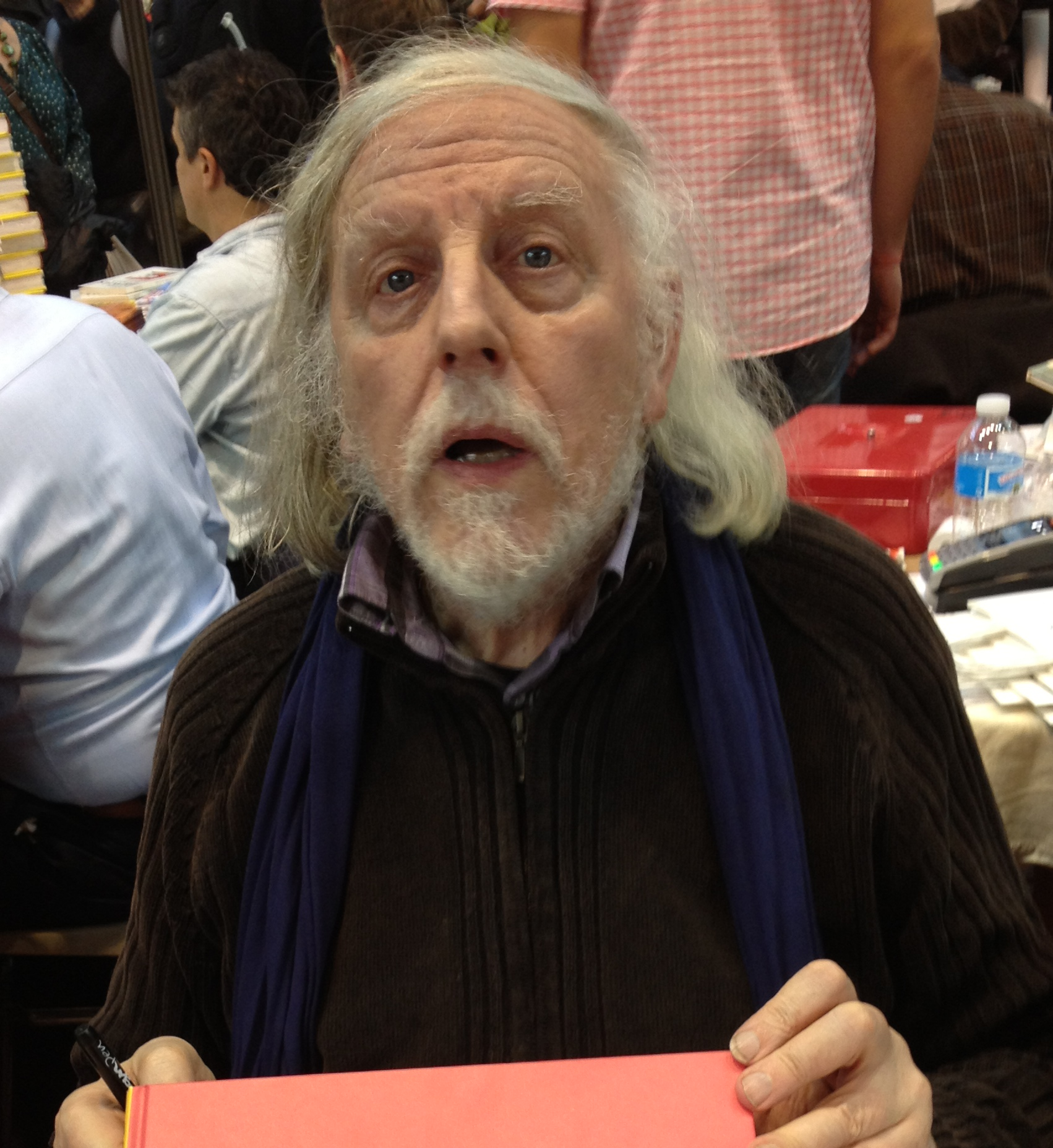
Philippe Honoré

Philippe Honoré (* 25. November 1941 in Vichy; † 7. Januar 2015 in Paris) war ein französischer Cartoonist, Karikaturist und Journalist. Er wurde bei dem Terroranschlag auf die Redaktion des Magazins Charlie Hebdo ermordet.

## Leben
Honoré brachte sich das Zeichnen autodidaktisch bei. Die erste Zeichnung veröffentlichte er mit 16 Jahren in einer Tageszeitung. Sein Stil war sehr düster, oft arbeitete er mit Holzschnitt-ähnlichen Zeichnungen. Neben der Veröffentlichung von eigenen Büchern erschienen seine Illustrationen auch in diversen Zeitungen, darunter Libération, Le Monde, Hara-Kiri, Les Inrockuptibles, La Vie Ouvrière, Charlie Mensuel, Le Matin de Paris und Expressen.
Seit 1992 arbeitete Honoré als Cartoonist für die Satirezeitschrift Charlie Hebdo. Beim Terroranschlag auf deren Redaktion wurde er am 7. Januar 2015 zusammen mit elf weiteren Menschen getötet. Über die offiziellen Facebook- und Twitter-Profile des Magazins wurde als letzte Meldung kurz vor dem Attentat eine Zeichnung von ihm veröffentlicht, die Abu Bakr al-Baghdadi, den Anführer der Terrororganisation Islamischer Staat, zeigte. Sie war als Neujahrsgruß mit den Worten „Beste Wünsche übrigens“ überschrieben, al-Baghdadi sagt dazu: „Und vor allem Gesundheit!“.
Honoré wurde auf dem Pariser Friedhof Père-Lachaise bestattet.

## Werke
- Un bon dessin vaut mieux qu’un long discours. Paris 1985
- Cent nouveaux rébus littéraires : Avec leur question-devinette et leur solution. Arléa, 2006
- Je hais les petites phrases. Les Echappés, 2011
- Calendrier perpétuel Charlie Hebdo : 52 semaines. Les Echappés, 2014